# Anicetus eous
Anicetus eous är en stekelart som beskrevs av Trjapitzin 1965. Anicetus eous ingår i släktet Anicetus och familjen sköldlussteklar. Inga underarter finns listade i Catalogue of Life.